# Xã đặc quyền Breitung, Michigan
Xã Breitung (tiếng Anh: Breitung Township) là một xã thuộc quận Dickinson, tiểu bang Michigan, Hoa Kỳ. Năm 2010, dân số của xã này là 5.853 người.